# Бенедикт (архиепископ Экс-ан-Прованса)
Бенеди́кт (Бенуа́; фр. Benoit; умер не ранее 829) — первый известный по имени архиепископ Экс-ан-Прованса (упоминался в 828 и 829 годах).

## Биография
Управление Бенедиктом кафедрой Экс-ан-Прованса пришлось на время, очень скудно освещённое в современных ему исторических источниках. Главная причина этого — уничтожение большей части документов в ходе неоднократных разорений земель Прованса, осуществлённых испанскими маврами в VIII — первой трети X веков. Предыдущий глава Эксской епархии, имя которого известно, Протасий, упоминался в документах начала VII века. После этого о местных епископах ничего неизвестно в течение двухсот лет, хотя, как предполагается, епископская преемственность здесь не прерывалась. Списки глав епархии Экс-ан-Прованса за этот период, приводимые в трудах историков XVII века, современные исследователи считают недостоверными.
Один из неназванных по имени предшественников Бенедикта 1 июня 794 года принял участие в церковном соборе, созванном по повелению правителя Франкского государства Карла Великого во Франкфурте-на-Майне. Здесь епископы Поссессор Тарантезский, Марцелл Амбрёнский и глава кафедры Экс-ан-Прованса подняли вопрос о возвращении их епархиям утраченных несколько веков назад статусов митрополий. В восьмом каноне Франкфуртского собора сообщается, что решение об этом было передано на рассмотрение папы римского Адриана I. Согласно церковной традиции, позднее в том же году папа дал согласие на возведение всех трёх епархий в ранг митрополий, однако и долгое время спустя главы этих кафедр в документах чаще упоминались как епископы.
Кафедра Экс-ан-Прованса не названа среди двадцати одной архиепархии Франкской империи в завещании Карла Великого, датированном концом 811 года. Предполагается, что в это время она или была вакантна, или к этому времени ещё официально не получила статуса митрополии.
Впервые в современных ему документах о Бенедикте Эксском сообщается в дарственной хартии, данной 16 марта 828 года графом Арля Лейбульфом и его женой Одой Леринскому аббатству. Это первый документ, в котором глава кафедры Экс-ан-Прованса назван архиепископом.
В декабре того же года император Людовик I Благочестивый издал капитулярий, в котором приказывал иерархам Франкского государства провести в следующем году в Париже, Майнце, Лионе и Тулузе четыре церковных собора. Среди лиц, ответственных за организацию Лионского собора, был назван и Бенедикт. Хотя его сан в этом документе не упомянут, причисление его к кругу франкских архиепископов свидетельствует, что в это время и императорская канцелярия уже признавала кафедру Экс-ан-Прованса митрополией. В 829 году этот собор состоялся. На нём присутствовали архиепископ Лиона Агобард, архиепископ Вьенна Бернар, архиепископ Тарантеза Андрей, архиепископ Амбрёна Агерик, архиепископ Экс-ан-Прованса Бенедикт и их епископы-суффраганты. Акты этого собора не сохранились, но предполагается, что на нём был обсуждён тот же круг вопросов, что и на Парижском соборе: проблемы соблюдения церковной дисциплины, образования и взаимоотношения духовенства и светской власти Франкской империи. От имени участников собора Людовику Благочестивому было направлено послание, в котором была изложена жалоба на действия императорских чиновников, оказывавших покровительство евреям в ущерб интересов христиан.
Участие Бенедикта в Лионском соборе — последнее сообщение о нём исторических источников. Дата его смерти неизвестна. Также точно неизвестно и имя его преемника на кафедре Экс-ан-Прованса: следующим архиепископом, о котором имеются достоверные свидетельства, был Оноре, упоминавшийся в 852 или 867 году.